# جوشوا لودج
جوشوا لودج (بالإنجليزية: Joshua Lodge)‏ هو منافس ألعاب قوى أسترالي، ولد في 14 سبتمبر 1981.

## وصلات خارجية
- جوشوا لودج على موقع الاتحاد الدولي لألعاب القوى (الإنجليزية)
- جوشوا لودج على موقع النتائج التاريخية لألعاب القوى الأسترالية (الإنجليزية)